# لي كي هون
لي كي هون (6 مارس 1983 بكوريا الجنوبية - ) هو لاعب كرة قدم كوري جنوبي في مركز الوسط. شارك مع منتخب كوريا الجنوبية تحت 20 سنة لكرة القدم. أما مع النوادي، فقد لعب مع سوون سامسونغ بلووينغز ونادي بوسان أي بارك وSime Darby F.C. ‏ وجوانجو سانجمو ‏ وهونغ كونغ رينجرز وGuizhou F.C. ‏ وShenyang Dongjin F.C. ‏ ونادي بينانق.

## وصلات خارجية
- لي كي هون على موقع دوري كوريا الجنوبية (الإنجليزية)
- لي كي هون على موقع قاعدة بيانات كرة القدم.إي يو (الإنجليزية)